# Кравченко, Вадим Владимирович
Вадим Владимирович Кравченко (род. 5 апреля 1969 года) — советский велогонщик. Заслуженный мастер спорта СССР (1989).

## Биография
Серебряный призёр чемпионата мира 1991 года в командной гонке преследования на 4 км. Чемпион мира среди юниоров 1987 года в командной гонке на 4 км.
Чемпион СССР 1990 года в групповой гонке, чемпион СССР 1991 года в командной гонке преследования на 4 км. Многократный победитель Кубка СССР
Выпускник Казахского ГИФК.